# Rue des Belles-Feuilles
La rue des Belles-Feuilles est une voie du 16e arrondissement de Paris, en France.

## Situation et accès
Elle commence place de Mexico pour se terminer place du Chancelier-Adenauer.
La rue des Belles-Feuilles se divise en deux parties de part et d'autre de l'avenue Victor-Hugo. Au nord, elle est plus large et plus résidentielle tout en abritant quelques sièges sociaux cossus d'entreprises multinationales, elle devient plus étroite ensuite et une portion plus commerçante et animée rejoint le quartier du Trocadéro.
Le quartier est desservi par la ligne 2 à la station Victor Hugo.

## Origine du nom
L'origine du nom serait liée aux feuilles des arbres puisque la rue longeait autrefois les murs d'un parc qui a totalement disparu.

## Historique
La voie est créée en 1825. C'était une voie de l'ancienne commune de Passy, qui portait initialement le nom de « rue des Belles-Feuilles » de la section allant de la place de Mexico à l'avenue Victor-Hugo et de « rue des Biches » pour le segment compris entre l'avenue Victor-Hugo et la place du Chancelier-Adenauer et de « rue des Belles-Feuilles ». Les deux rues sont fusionnées et classées dans la voirie parisienne à la suite du décret du 23 mai 1863,.
Son nom lui est attribué par l'arrêté du 2 avril 1868.

## Bâtiments remarquables et lieux de mémoire
- Au no 16 : centre commercial des Belles-Feuilles.
- Au no 22 : derrière une porte cochère, maison de tapisserie Brazet, fondée après la Seconde Guerre mondiale par Jacques Brazet. Il travaille notamment avec plusieurs musées et châteaux français comme Versailles, Fontenaibleau et Malmaison. L'entreprise est reprise par son fils Rémy en 1986, qui l'ouvre à l'international en participant à la restauration de plusieurs collections américaines, comme celles du J. Paul Getty Museum de Los Angeles et du musée des Beaux-Arts de Boston. Comptant une dizaine d'artisans, la maison Brazet obtient en 2007 le label Entreprise du patrimoine vivant (EPV)[3].
- Au no 26 : la romancière et journaliste Alexandra Roubé-Jansky y habita en 1932-1933[4] avec Pierre-Louis Rehm[5].
- Au no 48 : impasse des Belles-Feuilles.
- Le no 61 abrite le siège social de la société Lafarge.
- Le no 54 accueillait autrefois une clinique, désormais disparue. Le metteur en scène Yves Krier y est né en 1955. À ce numéro se trouve désormais une école.
- Le no 65 abrite l'ambassade du Tchad. L'immeuble a été construit au début du XXe siècle par l'architecte Louis Sorel[2],[Note 1].
- L'ambassade du Congo à Paris, située 37 bis, rue Paul-Valéry, dans le 16e arrondissement, se trouvait auparavant rue des Belles-Feuilles et partageait son espace avec d'autres ambassades, dont l'ambassade du Bénin et l'ambassade du Cameroun.
- La rue des Belles-Feuilles a eu comme résidant le Premier ministre Pierre Bérégovoy[7] et abrite l'hôtel particulier de la famille Schneider. « À mon retour, j'ai travaillé quelques mois chez les Bismarck, et après chez les Schneider en haut de la rue des Belles-Feuilles dans un hôtel particulier qui depuis a disparu, tout comme les hauts fourneaux et la sidérurgie[8]. »
- La créatrice de bijoux Jeanne Toussaint a vécu dans cette rue[9].